# 녹동초등학교 소록도분교
녹동초등학교 소록도분교는 대한민국 전라남도 고흥군 소록도에 있는 공립 초등학교이다.

## 학교 연혁
- 1930년 3월 7일 소록도공립심상소학교 개교

## 같이 보기
- 녹동초등학교

## 참고 자료
- 녹동초등학교소록도분교장 - 한국교육학술정보원 학교알리미